# 김태성 (1966년)
김태성(1966년 ~ )은 대전대신고등학교를 졸업하고 1984년 해군사관학교 42기로 입교하여, 1988년 졸업과 함께 해병대 소위로 임관하였다.

## 경력
- 해병대 제6여단 제61대대장
- 합동참모본부 작전본부 상륙기획장교
- 해병대 제2사단 제1연대장
- 해병대 제2사단 참모장
- 해병대사령부 작전계획참모처장
- 서북도서방위사령부 참모장
- 해병대 제6여단장
- 해병대사령부 전력기획실장
- 해병대사령부 참모장
- 해병대 부사령관[3]
- 해병대 사령관
- 단국대학교 해병대군사학과 석좌교수
- 경제사회연구원 안보센터 위원
- 사단법인 퍼플하트 이사장